# Giske
Giske is een gemeente in de Noorse provincie Møre og Romsdal. De gemeente omvat een aantal eilanden in het westen van de fylke. Het bestuur zetelt in Valderhaugstrand. Giske telde 8176 inwoners in januari 2017.
Volgens Snorri Sturluson liet Harald Schoonhaar hier zijn haar afknippen nadat Noorwegen tot één land werd verenigd.

## Eilanden
De gemeente omvat vier bewoonde eilanden:
- Giske
- Godøy, met Leitebakk en Alnes
- Valderøy, met Nordstrand, Valderhaugstrand en Valkvjett
- Vigra, met Roald en het vliegveld van Ålesund.

## Plaatsen in de gemeente
De plaatsen die tot Giske horen zijn:
- Alnes op Godøy, bekend vanwege de vuurtoren
- Leitebakk op Godøy
- Nordstrand op Valderøy
- Roald op Vigra
- Valderhaugstranda, de hoofdplaats, op Valderøy
- Valkvjet op Valderøy.

## Verkeer
De eilanden van Giske zijn met elkaar en met de stad Ålesund verbonden door bruggen en tunnels. Via Ålesund, dat zelf ook op eilanden ligt, heeft Giske een vaste-oever-verbinding met het Noorse/Skandinavische vasteland en de eilanden zijn dus niet afhankelijk van veerboten.
Op Vigra ligt de luchthaven van Ålesund
Ålesund · Aukra · Aure · Averøy ·  Fjord · Giske · Gjemnes · Haram · Hareid · Herøy · Hustadvika · Kristiansund ·  Molde · Ørsta · Rauma · Sande · Smøla · Stranda · Sula · Sunndal · Surnadal · Sykkylven · Tingvoll · Ulstein · Vanylven · Vestnes · Volda

Fylker van Noorwegen